# Système de gestion de flux de données
Un système de gestion de flux de données (« data stream management system » ou « DSMS ») est un ensemble de programmes qui assurent la gestion et l'interrogation des données dans un flux de données continu. L'utilisation d'un DSMS est grossièrement identique à celle d'un SGBD (« DBMS ») pour gérer les bases de données statiques.
La caractéristique principale d'un DSMS est sa capacité à effectuer des requêtes continues sur le flux de données. Une requête conventionnelle sur une base de données statique s’exécute une fois et retourne un ensemble de données à un instant précis. Par contraste, une requête continue s’exécute continûment sur le flux de données tant qu'il est alimenté. Les résultats d'une requête continue sont modifiés à chaque arrivée de données.  

## Exemples

### Sybase Aleri Streaming Platform
Sybase Aleri Streaming Platform, anciennement CORAL8 avant son rachat par Aleri, est un moteur ESP (« Event Stream Processing ») et CEP (« Complex Event Processing ») capable d'analyser en temps réel plusieurs flux de données en vue d'en extraire des informations digne d’intérêt.

### ESPER
Esper est un SGFD développé sous licence  GNU General Public License par la société EsperTech Inc, Wayne, New Jersey. C'est un moteur ESP  et CEP (« complex event processing ») capable de requêtes continues sur flux de données, d'agrégations et de jointures et d'extraire du flux les évènements intéressants et l'information significative.